# ABG
ABG SA – istniejące do 2008 r. polskie przedsiębiorstwo informatyczne z siedzibą w Warszawie, specjalizujące się w produkcji oprogramowania na zamówienie, wdrażaniu zintegrowanych systemów wspomagających zarządzanie i dostarczaniu infrastruktury technicznej. Od 2005 roku tj. od momentu połączenia ze Ster-Projektem S.A do 29 września 2008 spółka była notowana na Giełdzie Papierów Wartościowych w Warszawie. W rankingu TOP200 czasopisma Computerworld odpowiednio w 2007 i 2008 roku spółka zajmowała 27 (363 mln zł przychodu i 792 pracowników) i 19. miejsce (495 mln zł przychodu i 998 pracowników).
ABG SA było jednostką dominującą grupy kapitałowej, w skład której wchodziły spółki: KKI-BCI, Galkom, PIW Postinfo i Serum Software.
ABG SA w czerwcu 2005 połączyło się ze spółką Ster-Projekt SA tworząc ABG Ster-Projekt SA. Następnie 29 czerwca 2007 ABG Ster-Projekt po przejęciu spółki Spin SA zmienił nazwę na ABG Spin S.A, a w marcu 2008 – na ABG S.A.
12 maja 2008 ABG SA podpisało porozumienie o połączeniu z Asseco Poland SA. Zgodnie z porozumieniem cały majątek ABG podlegał przeniesieniu na Asseco Poland SA w zamian za akcje dla akcjonariuszy ABG. Konsekwencją tego było zawieszenie notowań akcji ABG SA na GPW od 30 września 2008.
26 maja 2008 ABG SA połączyło ze swoją spółką zależną Radcomp SA.
30 września 2008 przed połączeniem z Asseco Poland ABG SA przeniosło do swojej spółki zależnej DRQ SA zorganizowaną część przedsiębiorstwa w postaci: Pionu Rozwiązań dla Sektora Administracji Publicznej, Pionu Rozwiązań dla Sektora Telekomunikacja, Pionu Rozwiązań dla Sektora Opieki Zdrowotnej, Pionu Współpracy z Zagranicą i Rozwiązań dla Sektora Służb Mundurowych, jednostek księgowo-administracyjnych oraz 100% udziałów w spółkach zależnych z ograniczoną odpowiedzialnością: Serum Software w Gdyni, ABF Ltd w Zabrzu, PIW PostInfo w Warszawie i Sapen w Bydgoszczy jako wkład niepieniężny, jednocześnie obejmując akcje nowej emisji DRQ SA.
1 października 2008 połączenie Asseco Poland SA i ABG SA zostało zarejestrowane przez sąd.